# 永田照貞
永田 照貞（ながた てるさだ、生没年不詳）とは、江戸時代の浮世絵師。

## 来歴
師系・経歴不明。日本浮世絵博物館所蔵の「美人立姿図」（紙本着色）に「大和繪師　永田照貞書之」という落款があるところから、この絵の作者とされている。その名と画風から西川照信と関わりがあるかともいわれるが定かではない。懐月堂安度とその門流の描く肉筆美人画が衰退した後に、江戸で享保から延享の頃にかけて活躍した絵師のひとりだろうといわれている。